# Capelleta dedicada a l'Arcàngel Sant Miquel
La Capelleta dedicada a l'Arcàngel Sant Miquel és una obra del municipi d'Igualada (Anoia).

## Descripció
És una petita capelleta exterior dedicada a l'arcàngel Sant Miquel. Està a una alçada de 10 metres del terra i la seva mida és d'uns 60 cm. La imatge està feta de pedra i el sant duu tots els seus atributs propis. La capella es troba endinsada al mur i la imatge del sant ocupa tota la fornícula. La instal·lació de capelles en les façanes respon a la devoció que cada carrer tenia envers el seu patró.